# Novaspace
Novaspace war ein deutsches Dance-Pop-Projekt, das zuletzt aus dem Musikproduzenten Felix J. Gauder und der Sängerin Jenny Marsala bestand. Von der Gründung des Projekts 2002 bis 2007 war Jessica Boehrs Sängerin der Formation. Sämtliche Singles und Alben wurden von dem Münchner Label Konsum Records veröffentlicht. Im Jahr 2011 trennten sich die Wege der Bandmitglieder.

## Karriere

### Erste Erfolge und Album „Supernova“
Der Stuttgarter Produzent Felix Gauder setzte für sein neues Musik-Projekt die Sängerin Jessica Boehrs aus Magdeburg ein, die bereits im Background von Caught in the Act und Tic Tac Toe gesungen hatte. Die erste Single der Band erschien im Mai 2002. Das Lied Time After Time, eine Coverversion von Cyndi Lauper, gelang in die Deutschen Top 10 und war auch in Australien, den Niederlanden und Großbritannien gelistet. Das zweite Lied der Band war To France und stammt im Original von Mike Oldfield. Mit der dritten Singleauskopplung Guardian Angel schafften Novaspace abermals einen Einstieg in die deutschen Top 10. Das Debüt-Album Supernova wurde Anfang 2003 veröffentlicht.

### Fortlaufende Erfolge
Gauder und Boehrs veröffentlichten ein Jahr nach ihrem musikalischen Debüt den Song Run to You (im Original von Bryan Adams), der Vorbote des zweiten Albums Cubes. Dieses erschien dann Anfang Februar 2004 und erreichte Rang 27 der deutschen Album-Charts. Mit Beds Are Burning, einem Song von Midnight Oil aus dem Jahr 1987, erlangte die Formation ihren bis heute größten Erfolg. Das Lied erreichte Rang 7 in Deutschland und Rang 2 in Österreich.
Mit So Lonely (Original: The Police, 1979) und Dancing with Tears in My Eyes (Original: Ultravox, 1984) erschienen im Jahr 2004 zwei weitere Singles.
Zu dieser Zeit traten Novaspace und besonders Sängerin und Frontfrau Jessica Boehrs bei The Dome, den Apres Ski Hits und Top of the Pops auf.

### Letzte Veröffentlichungen in alter Konstellation
Mit All Through the Night, im Original von Cyndi Lauper, erschien im Juni 2006 die letzte Single mit Jessica Boehrs als Sängerin. Das dazugehörige Album DJ Edition erreichte in den deutschen Albumcharts Rang 68. Da Jessica Boehrs schon zuvor als Schauspielerin tätig war, unter anderem im Hollywood-Film Eurotrip mitspielte, verließ sie im Jahr 2007 Novaspace um sich der Schauspielerei zu widmen.

### Novaspace – Next Generation / Trennung
Im Januar 2008 gab man bekannt, dass für das Projekt Novaspace eine neue Sängerin gesucht wird, die später mit Jenny Marsala gefunden wurde. Unter dem Bandnamen Novaspace – Next Generation erschien am 2. Januar 2009 die erste Single Dancing into Danger. Eine weitere Veränderung fand statt, denn die CDs der Band werden seither über das Plattenlabel EMI veröffentlicht.
Mit den Singles Time After Time – Rebirth und Love Changes Everything gelang Novaspace kein Einstieg in die deutschen Charts, feierte jedoch in Osteuropa große Erfolge.
Im Jahr 2011 trennte sich die Formation. Fortan ist Sängerin Jenny Marsala solo unterwegs und veröffentlicht deutschsprachige Popsongs, u. a. Feuer (2017) und Dilemma (2019).

## Diskografie
Studioalben

| Jahr | Titel Musiklabel               | Höchstplatzierung, Gesamtwochen, AuszeichnungChartplatzierungen (Jahr, Titel, Musiklabel, Platzierungen, Wochen, Auszeichnungen, Anmerkungen) | Höchstplatzierung, Gesamtwochen, AuszeichnungChartplatzierungen (Jahr, Titel, Musiklabel, Platzierungen, Wochen, Auszeichnungen, Anmerkungen) | Höchstplatzierung, Gesamtwochen, AuszeichnungChartplatzierungen (Jahr, Titel, Musiklabel, Platzierungen, Wochen, Auszeichnungen, Anmerkungen) | Höchstplatzierung, Gesamtwochen, AuszeichnungChartplatzierungen (Jahr, Titel, Musiklabel, Platzierungen, Wochen, Auszeichnungen, Anmerkungen) | Anmerkungen                           |
| Jahr | Titel Musiklabel               | DE | AT | CH | UK | Anmerkungen                           |
| ---- | ------------------------------ | --- | --- | --- | --- | ------------------------------------- |
| 2003 | Supernova Konsum Records (UMG) | DE28 (5 Wo.)DE | AT39 (5 Wo.)AT | — | — | Erstveröffentlichung: 6. Januar 2003  |
| 2004 | Cubes Konsum Records (Sony)    | DE27 (6 Wo.)DE | AT24 (6 Wo.)AT | — | — | Erstveröffentlichung: 9. Februar 2004 |